# プリョンタニズム
プリョンタニズム（英語: Pliontanism、西ウクライナ方言 ウクライナ語: пльонтати - 織る、絡み合わせるに由来）は、細い絡み合った線が画像に融合し、密な質感を持ち、網のような塗料の層で構成される絵画技法である。

## 概要
作者の技法「プリョンタニズム」は、ウクライナの画家イヴァン・マルチュクによって考案された。この技法は、1972年に風景画で初めて使用された。
その独自性は、様々な角度で絡み合う細い色の線（主にテンペラとアクリル）を用いた塗料の塗布にあり、それによってボリュームと輝き、画像の精神化の効果が得られる。熟練した実行の複雑さと労力を考えると、実際には再現不可能である。
後に、プリョンタニズムは、色のリズムの変化とストロークの非対称性、比喩と象徴主義、イメージの変形によって特徴づけられる、作者の創造的方法—世界認識の独自のシステム、およびキャンバスへのその伝達—の意味を獲得した。それは、静的イメージの頂点となる緊張の効果、存在、人間の存在、世界における彼の場所、自己認識の問題のテーマを中心とした集中を達成する。

## 作品ギャラリー
| No. | Picture | Name                     | Technique                  | Dimensions (cm) | Date |
| --- | ------- | ------------------------ | -------------------------- | --------------- | ---- |
| 1.  |         | 草原の夜                 | ボール紙にテンペラ         | 58 х 70         | 1984 |
| 2.  |         | 月夜の魅力               | キャンバスにアクリル絵の具 | 100 х 130       | 2005 |
| 3.  |         | ドニプロ川に昇る太陽     | キャンバスにアクリル絵の具 | 100 х 130       | 2003 |
| 4.  |         | 太陽がそのリズムを奏でた | キャンバスにアクリル絵の具 | 100 х 120       | 2003 |
| 5.  |         | 家のそばを歩く太陽       | ボール紙にテンペラ         | 50 х 64         | 1982 |
| 6.  |         | 夜の星が輝き始めた       | キャンバスにテンペラ       | 76 х 76         | 1990 |
| 7.  |         | 春の水                   | キャンバスにテンペラ       | 80 х 100        | 1982 |
| 8.  |         | カニウの冬               | キャンバスにアクリル絵の具 | 60 х 80         | 2007 |
| 9.  |         | 最後の光線               | ボール紙にテンペラ         | 50 х 72         | 1979 |
| 10. |         | 川のほとりの静けさ       | ボール紙にテンペラ         | 58 х 70         | 1978 |
| 11. |         | 月明かりに照らされた家々 | ボール紙にテンペラ         | 40 х 30         | 1983 |
| 12. |         | 朝日の光線               | キャンバスにアクリル絵の具 | 56 х 71         | 2005 |
| 13. |         | 道に伸びる影             | キャンバスにアクリル絵の具 | 60 х 80         | 2004 |

## 紙幣におけるプリョンタニズム

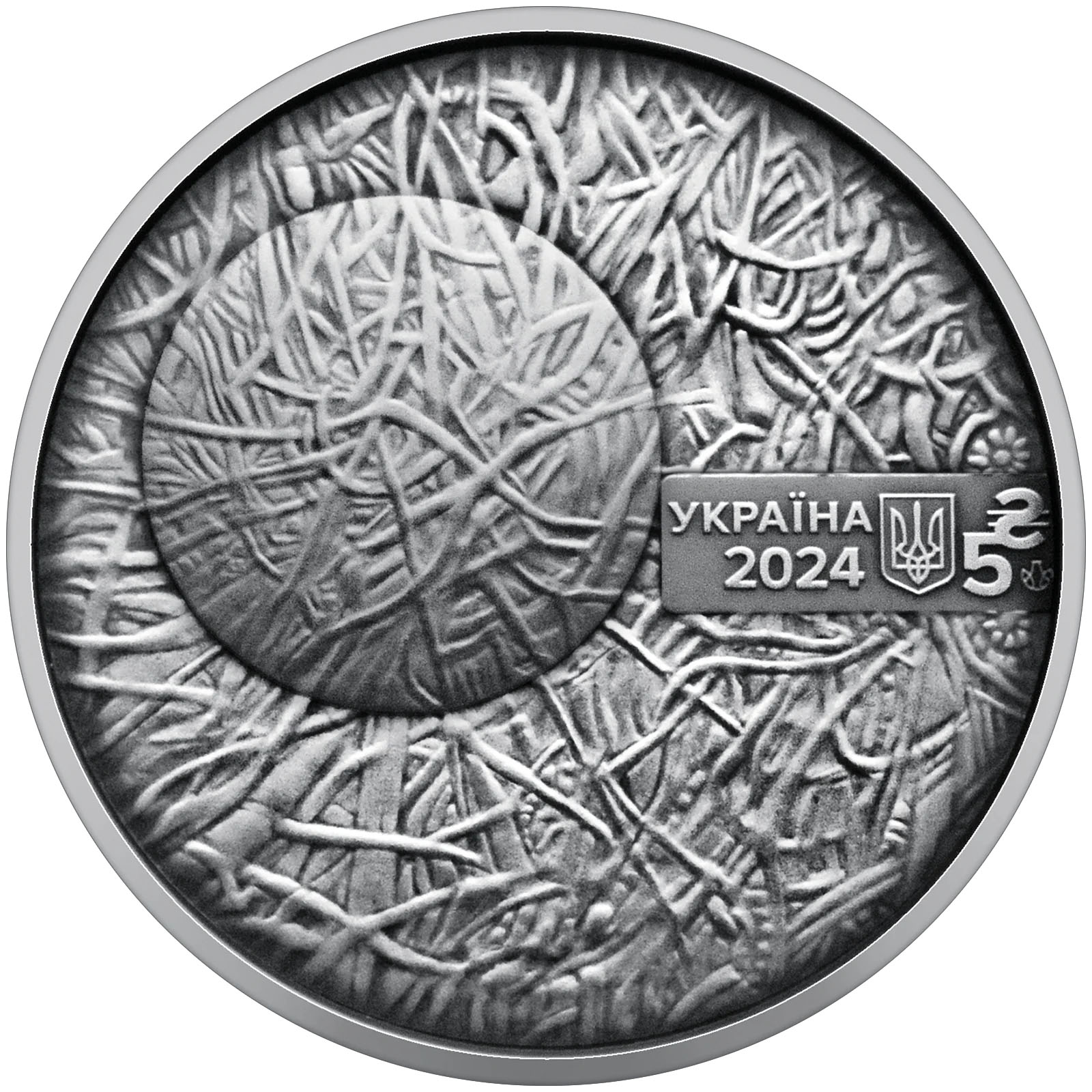
ウクライナ国立銀行発行の5フリヴニャ記念硬貨表面（2024年）
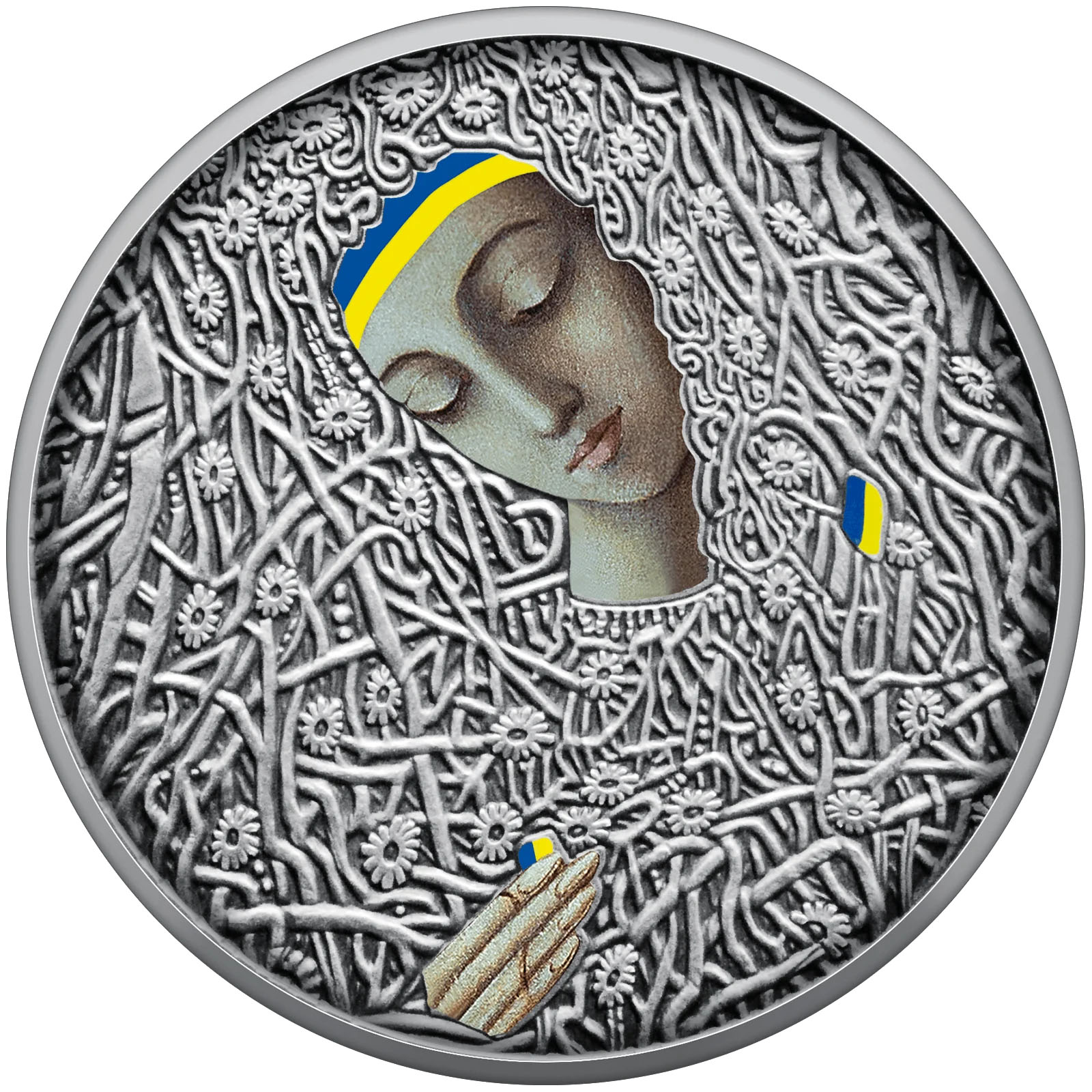
ウクライナ国立銀行発行の5フリヴニャ記念硬貨裏面（2024年）
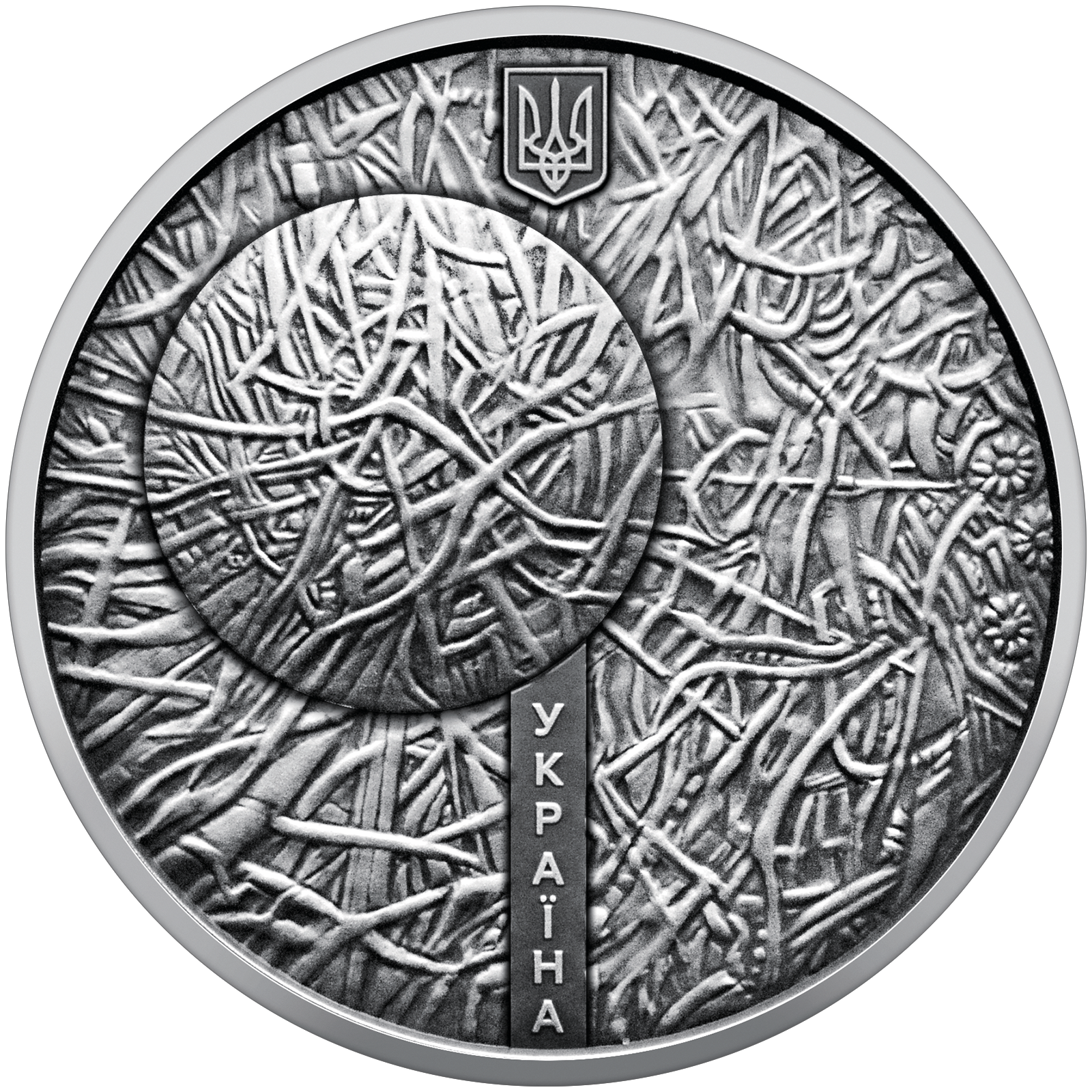
ウクライナ国立銀行発行の10フリヴニャ記念銀貨表面（2024年）
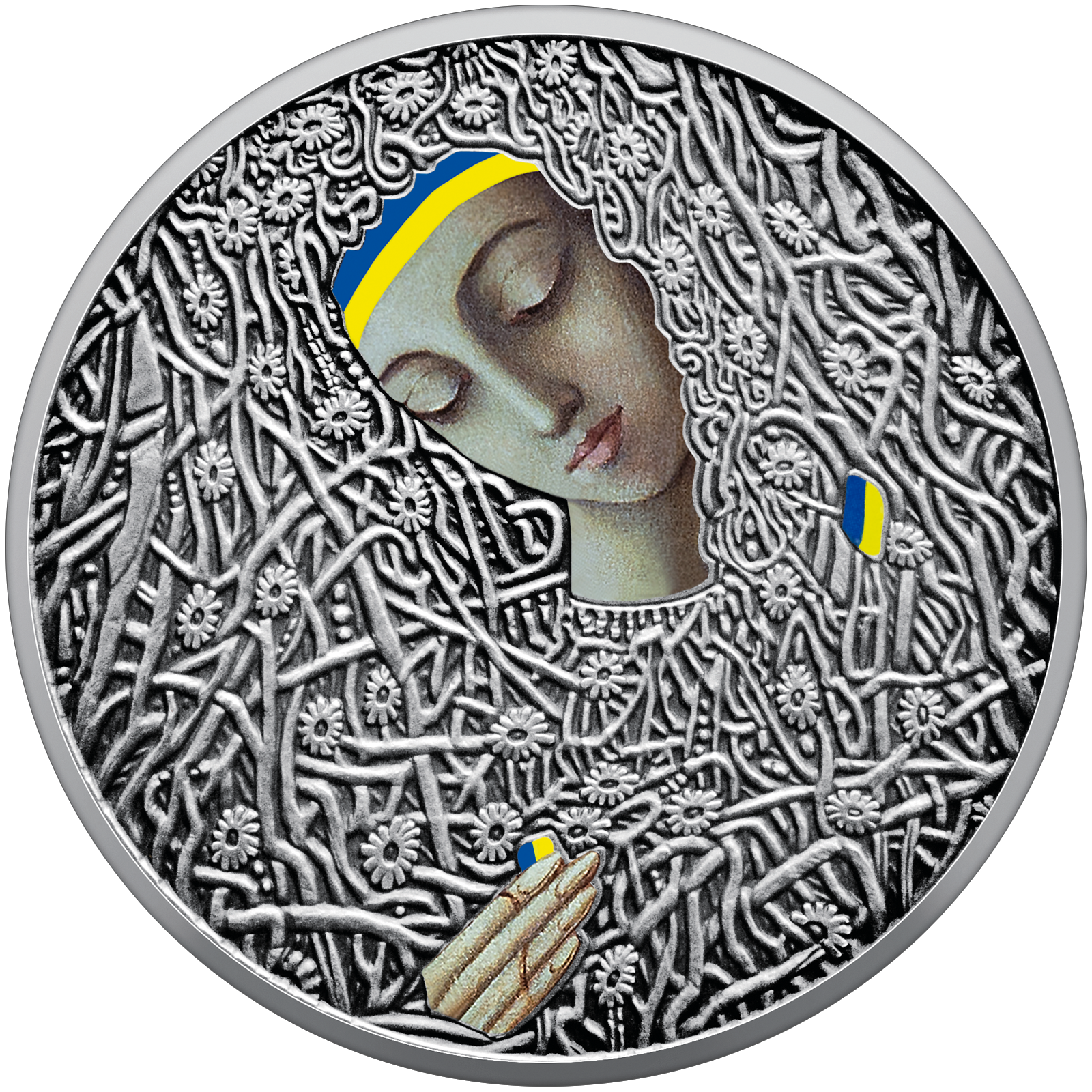
ウクライナ国立銀行発行の10フリヴニャ記念銀貨裏面（2024年）

ウクライナ国立銀行発行の10フリヴニャ記念銀貨「プリョンタニズム (銀貨)」（イヴァン・マルチュク）」裏面（2024年）